# Алкмеониди
Алкмеониди (старогрчки: Ἀλκμαιωνίδαι) је била племићка породица у старој Атини.

## Историја
Према традицији, Алкмеониди су били огранак Нелеида, породице коју су Дорци прогнали из Пила око 1100. године након чега су населили Атину. Мелант, представник старијег огранка, постао је краљ, а Алкмеон, представник другог огранка, постао је племић и родоначелник Алкмеонида. 
Први знаменити Алкмеонид био је Мегакле, атински архонт епоним из 7. века п. н. е. Он је заслужан за убиство Килона који је 632. године п. н. е. покушао насилно преузети власт у Атини. Приликом бекства, Килон се склонио у храм богиње Атине где је, по Мегакловом наређењу, обасут камењем. Због овог безбожничког чина на Мегакла и његове потомке бачено је проклетство. Мегакле је протеран из Атине, а мртви Алкмеониди су ископани из гробова и избачени из града. Алкмеониди су се у Атину вратили 594. године п. н. е. током Солоновог архоната. 
Пизистрат, будући атински тиранин, приликом првог покушаја преузимања престола ступа у контакт са Алкмеонидом Мегаклом оженивши се његовом ћерком. Међутим, када је Пизистрат одбио да са њом има децу, Мегакле је организовао његово свргавање са престола. Након Пизистратовог коначног доласка на власт, породица Алкмеонида поново је протерана из Атине (546. п. н. е.). 
Године 509. п. н. е. Алкмеонид Клистен збацује Пизистратовог сина, тиранина Хипију са власти и преузима престо. То му је успело поткупљивањем пророчишта Делфи и помоћи коју су му пружили Спартанци предвођени лично краљем Клеоменом I. Клистен је творац реформи које су Атину претвориле у демократску државу. 
Током Грчко-персијских ратова, Алкмеониди су наводно преговарали са Персијанцима. И Перикле и Алкибијад припадали су овој породици. Након Пелопонеског рата о Алкмеонидима не пишу историјски извори. 